# جوني دود (مصمم الإضاءة)
جوني دود (بالإنجليزية: Johnny Dodd)‏ هو مصمم إضاءة أمريكي، ولد في 25 يونيو 1941 في نيو أورلينز في الولايات المتحدة، وتوفي في 15 يوليو 1991.

## وصلات خارجية
- جوني دود على موقع IMDb (الإنجليزية)
- جوني دود على موقع قاعدة بيانات الفيلم (الإنجليزية)